# IC 859
IC 859 ist eine linsenförmige Galaxie vom Hubble-Typ S0 im Sternbild Haar der Berenike am Nordsternhimmel. Sie ist schätzungsweise 306 Millionen Lichtjahre von der Milchstraße entfernt und hat einen Durchmesser von etwa 80.000 Lichtjahren. Wahrscheinlich bildet sie mit IC 858 ein gravitativ gebundenes Galaxienpaar.
Im selben Himmelsareal befindet sich u. a. die Galaxie IC 857.
Im selben Himmelsareal befinden sich u. a. die Galaxien NGC 5053 und IC 857.
Das Objekt wurde am 23. Juni 1892 vom französischen Astronomen Stéphane Javelle entdeckt.